# Return to the Void
Return to the Void è il quinto album in studio della band funeral doom metal Shape of Despair, pubblicato nel 2022.

## Tracce
1. Return to the Void – 9:14
2. Dissolution – 8:59
3. Solitary Downfall – 11:06
4. Reflection in Slow Time – 8:08
5. Forfeit – 8:00
6. The Inner Desolation – 11:48

## Formazione
- Jarno Salomaa - chitarra, tastiere
- Tomi Ullgren - chitarra
- Nathalie Koskinen - voce
- Samu Ruotsalainen - batteria
- Henri Koivula - voce
- Sami Uusitalo - basso